# شکار (فیلم کره جنوبی ۲۰۲۲)
شکار (انگلیسی: Hunt; کره‌ای: 헌트; لاتین‌نویسی اصلاح‌شده: Heonteu) فیلم اکشن جاسوسی محصول کره جنوبی سال ۲۰۲۲ به کارگردانی لی جونگ-جه به عنوان نخستین تجربهٔ کارگردانی او است. در این فیلم لی جونگ-جه و جونگ وو-سونگ به ایفای نقش پرداختند. شکار در جشنواره فیلم کن ۲۰۲۲ به نمایش درآمد. این فیلم در ۱۰ اوت ۲۰۲۲ در کره جنوبی منتشر شد.
این فیلم قرار بود که در ۷ دسامبر ۲۰۲۲ در نتفلیکس عرضه شود اما هنوز این اتفاق نیفتاده است.

## پس‌زمینه تاریخی
این فیلم برگرفته از قیام گوانگجو، واقعه تاریخی رخ داده در دههٔ ۱۹۸۰ در کره جنوبی است.

## بازیگران
- لی جونگ-جه در نقش پارک پیونگ هو[۱۱]
- جونگ وو-سونگ در نقش کیم جونگ دو[۱۲]
- جون هه جین در نقش بانگ جو کیونگ[۱۳]
- هو سونگ-ته در نقش جانگ چول سونگ[۱۴]
- گو یون-جونگ در نقش جو یو جونگ[۱۵]
- کیم جونگ سو در نقش مدیر آن
- جونگ مان-شیک در نقش مأمور یانگ
- کانگ کیونگ هون در نقش همسر کیم جونگ دو[۱۶]

### حضور ویژه
- پارک سونگ وونگ[۱۷]
- جو وو-جین[۱۷]
- کیم نام گیل[۱۷]
- جو جی هون[۱۷]
- هوانگ جونگ-مین[۱۸] در نقش ستوان لی
- لی سونگ مین[۱۸] در نقش چو وون شیک
- یو جه-میونگ[۱۸] در نقش مدیر عامل چوی

## تولید

### فیلمبرداری
فیلمبرداری در ۸ مه ۲۰۲۱ آغاز شد و در ۱۳ نوامبر ۲۰۲۱ به پایان رسید.

## انتشار
شکار در هفتاد و پنجمین جشنواره فیلم کن در ۱۹ مه ۲۰۲۲ در سینمای لومیر روی پرده رفت، جاییکه تماشاگران با تشویق هفت دقیقه‌ای ایستاده از آن استقبال کردند. این فیلم در ۱۰ اوت ۲۰۲۲ در سینماهای کره جنوبی توسط مگاباکس منتشر شد. حقوق پخش این فیلم به ۲۰۷ سرزمین فروخته شد. این فیلم به جشنواره بین‌المللی فیلم تورنتو ۲۰۲۲ دعوت شد و در سپتامبر ۲۰۲۲ در بخش Gala Presentations روی پرده رفت.